# جانين تومسون
جانين تومسون (بالإنجليزية: Janine Thompson)‏ هي لاعب كرة مضرب أسترالية، ولدت في 12 سبتمبر 1967 في سيدني في أستراليا.

## وصلات خارجية
- جانين تومسون على موقع رابطة محترفات التنس (الإنجليزية)
- جانين تومسون على موقع الاتحاد الدولي لكرة المضرب (الإنجليزية)
- جانين تومسون على موقع كأس بيلي جين كينغ (الإنجليزية)
- جانين تومسون على موقع خلاصة التنس.كوم (الإنجليزية)